# Klęczany (województwo podkarpackie)
Klęczany – wieś w Polsce położona w województwie podkarpackim, w powiecie ropczycko-sędziszowskim, w gminie Sędziszów Małopolski.
W latach 1975–1998 miejscowość administracyjnie należała do województwa rzeszowskiego.

## Części wsi
| SIMC    | Nazwa  | Rodzaj    |
| ------- | ------ | --------- |
| 0660877 | Budy   | część wsi |
| 0660890 | Majdan | część wsi |

## Historia
Po raz pierwszy wieś pojawia się w dokumentach w latach 1447-1487, jako własność Marcina Sopichowskiego. W rękach jego rodziny wieś pozostawała do XVII wieku, stanowiąc część klucza będziemyskiego obok Trzciany, Dąbrowy, Księżomostu.
W II poł. XVI wieku żyło w Klęczanach i w Będziemyślu łącznie 24 kmieci, 13 zagrodników i 15 komorników. W latach 1729–1730 Klęczany, wraz z Dąbrową, Będziemyślem, Księżomostem i Krzywą, przeszły w ręce Michała Potockiego. Po śmierci Michała, Będziemyśl i Klęczany były zaopatrzeniem wdowy po nim, Marcjanny z Ogińskich. W II poł. XVIII wieku wieś przechodziła kilkakrotnie z rąk Piotra Potockiego do jego brata, Antoniego i z powrotem.
Od 1912 działa we wsi Ochotnicza Straż Pożarna. Pierwszym naczelnikiem był Tomasz Bocheński. Również od 1912 wieś ma własną szkołę. Początkowo jednoklasowa, mieściła się w domu Floriana Birkowskiego, później przeniesiono ją do domu Franciszka Polka. Jej pierwszym kierownikiem był Stanisław Sochacki. W 1922 na potrzeby szkoły wzniesiono mały budynek, mieszczący jedną salę lekcyjną i niewielkie mieszkanie dla nauczyciela. Po II wojnie światowej budynek rozbudowano. Budowę nowej szkoły wraz z salą gimnastyczną ukończono w 1996.
Miejscowość posiada drużynę piłkarską Plon Klęczany (w sezonie 2014/2015 drużyna występuje w rozgrywkach "A" klasy dębickiej).

## Parafia
Początkowo Klęczany należały do parafii w Sędziszowie, zaś od 1925 związane były z parafią w Będziemyślu. W roku 1987 powstała w Klęczanach parafia pw. św. Maksymiliana M. Kolbego należąca do dekanatu Rzeszów Zachód. W 1990 ukończono budowę kościoła parafialnego.